# Stare Brody
Stare Brody (ukr. Старі Броди) – dawniej samodzielna wieś, obecnie w granicach miasta Brody na Ukrainie, w jego południowej części. Rozpościera się w widłach ulic Lwowskiej i Tarnopolskiej, na południe od linii kolejowej.

## Historia
Stare Brody to dawniej samodzielna wieś. W II Rzeczypospolitej stanowiła wraz z Nowiczyzną gminę jednostkową Stare Brody w powiecie brodzkim w województwie tarnopolskiem. 20 października 1933 gminę Stare Brody włączono do Brodów.
1 kwietnia 1937 wyłączone z Brodów, tworząc 15 czerwca 1937 gromadę w zbiorowej gminie Suchowola.
Pod okupacją weszły w skład powiatu Złoczów w dystrykcie Galicja, jako część Brodów, a po wojnie do ZSRR, gdzie znów się usamodzielniły. 7 czerwca 1965 Stare Brody wraz z przysiółkami Zastawki (Заставки) i Parcelacja (Парцеляція) włączono ponownie do Brodów